# Johanngeorgenstadt
Johanngeorgenstadt è una città di 5.073 abitanti del libero stato della Sassonia, Germania, nel circondario dei Monti Metalliferi.
Si trova a circa 800 metri di altitudine nella zona dei Monti Metalliferi, a ridosso del confine con la Repubblica Ceca.
È chiamata Stadt des Schwibbogens ("la città degli Schwibbogen") perché qui hanno avuto origine queste decorazioni natalizie.
La città è stata sede per molto tempo sede di un'importante attività estrattiva. Nel 1680 c'erano un centinaio di miniere di   argento e stagno. L'estrazione raggiunse un picco nel 1715, per poi diminuire in seguito.
Nel 1789 Martin Heinrich Klaproth, analizzando in un laboratorio di Berlino dei minerali provenienti dalla miniera Georg Wagsfort di Johanngeorgenstadt, annunciò la scoperta dell'uranio.
Il 19 agosto 1867 un devastante incendio distrusse 287 delle 355 case della città, causando la morte di sette adulti e cinque bambini.
Durante la seconda guerra mondiale la città fu sede di un campo di concentramento per prigionieri di guerra. Dopo l'occupazione della zona da parte dell'Unione Sovietica le miniere furono gestite dalla società "SAG-SDAG Wismut",  controllata dalla Germania Est e dall'Unione Sovietica, e vi furono estratte 230.400 ton di uranio tra il 1947 e il 1990.
La popolazione della città è diminuita da 45.000 abitanti nel 1953 a circa un decimo oggi.

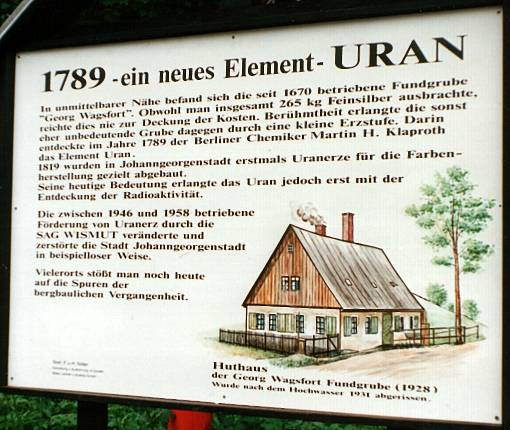
Cartello che ricorda la scoperta dell'uranio.

## Amministrazione

### Gemellaggi
- Burglengenfeld
- Nejdek